# The Caveman
The Caveman er en amerikansk stumfilm fra 1915 af Theodore Marston.

## Medvirkende
- Robert Edeson som Hanlick Smagg
- Fay Wallace som Madeline Mischief
- Lillian Burns som Dolly Van Dream
- George De Beck som Brewster Bradford
- Frances Connelly som Mrs. Van Dream